# Acoso callejero

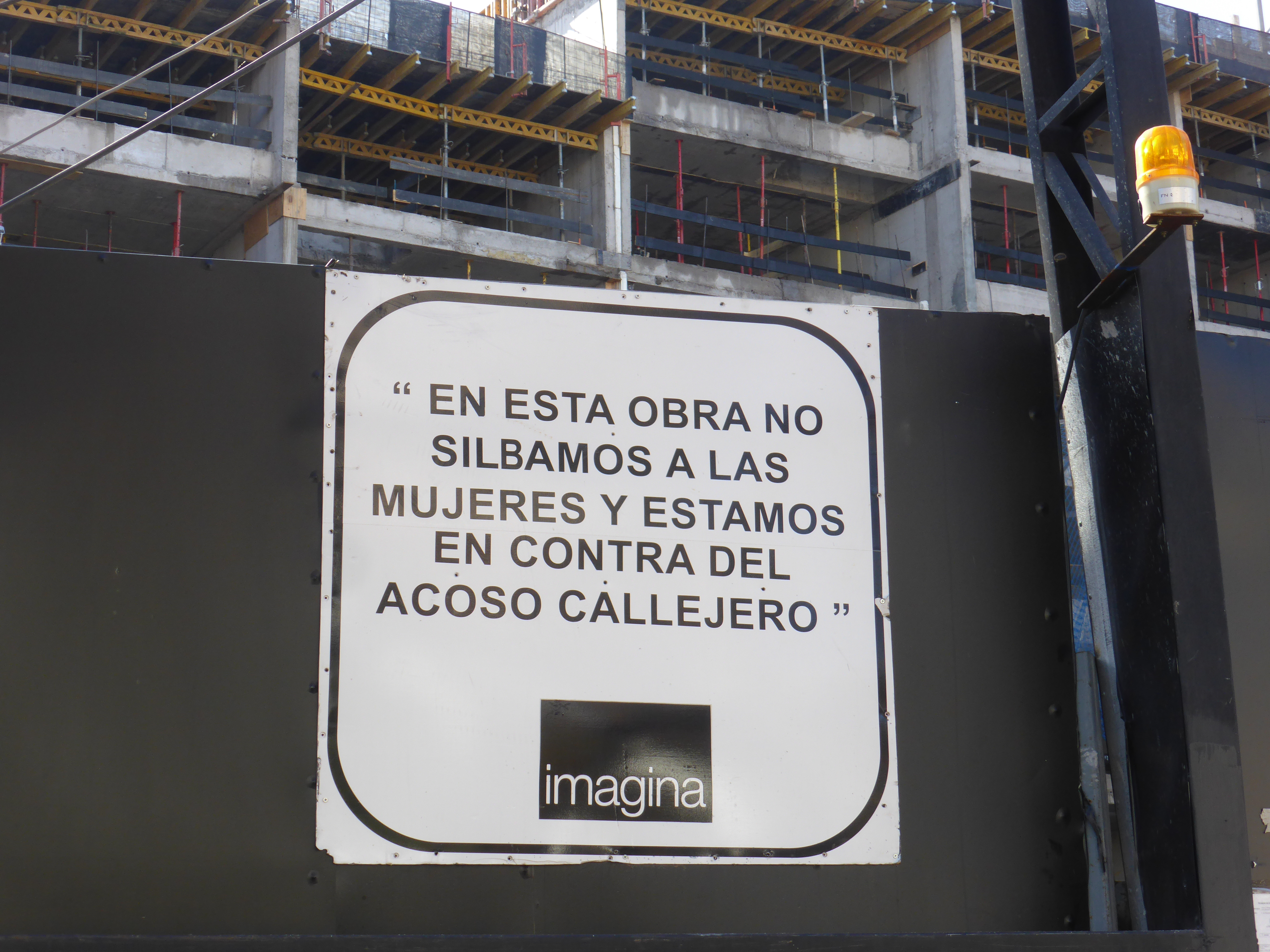
Cartel en una obra, contra el acoso a las mujeres. Santiago de Chile.

El acoso callejero es una forma de acoso sexual que consiste en comentarios indeseados, silbidos y otras acciones en espacios públicos, generalmente dirigidos hacia personas desconocidas por el acosador.

## Definición
El acoso callejero se produce normalmente cuando uno o varias personas desconocidas abordan a una o varias mujeres u hombres en un espacio público. Cualquier acción o comentario irrespetuoso o vulgar dirigido a su persona por parte de extraños a mujeres / hombres.

En lugares públicos se considera acoso callejero. Se consideran como tales palabras o gestos, acercamientos intimidantes, fotografías sin consentimiento, agarrones, presión de genitales sobre el cuerpo, exhibicionismo con que debe de llamar la atención de la persona acosada (desnudez parcial o total y masturbación pública), persecución, fotografías no consentidas de partes íntimas de las víctimas. Con estos actos el acosador afirma su derecho a llamar la atención de la víctima, poniéndola como objeto sexual y forzándola a interactuar con el acosador.

El acoso callejero confiere al espacio público una dimensión sexual que promueve el dominio de los acosadores sobre las víctimas. Otra definición más amplia del acoso callejero afirma que es tanto un lance sexual indeseado como una intrusión no solicitada de los acosadores en los sentimientos, pensamientos, actitudes, espacio, tiempo, energías y cuerpos de las víctimas. 
Este tipo de acoso tiene su origen en motivos de género y está compuesto por toda una serie de acciones que en muchas ocasiones son socialmente aceptadas y que sitúan a las víctimas en la posición de objeto público. En este tipo de acoso, el acosador se siente con el derecho de interpelar a las víctimas en la calle sin haber recibido previamente su consentimiento y entendiendo que sus comentarios y acciones hacia las víctimas están justificadas, son halagos o son socialmente aceptadas.
Por sus características, el acoso puede considerarse un acto violento, si viola la intimidad de la víctima, teniendo que aceptar expresiones sobre ella/el, ya sea físicas, como en el caso de manoseos, agarrones o encerrones; psicológicas, como es el caso de piropos y silbidos; en el caso del exhibicionismo. Asimismo, como señalan diversos estudios (Fairchild & Rudman, 2008; Ilahi, 2010; Macmillan, Nierobiz & Welsh, 2000), este tipo de prácticas parecen conllevar diversos tipos de consecuencias, en términos emocionales, de uso de los espacios y de percepción de seguridad. También es la forma de agresión sexual cotidiana menos visible para las autoridades.
YouGov llevó a cabo en agosto de 2014 una encuesta sobre acoso callejero en la que participaron cerca de 1.000 estadounidenses. El 72% manifestó que no consideraba apropiado silbar a una mujer por la calle, mientras que el 20% afirmaba que es aceptable en ocasiones. Además, mientras que el 55% calificó esta práctica de "acoso", el 20% afirmaba que era "cortés". El estudio concluyó que los estadounidenses de entre 18 y 29 años son los más propensos a entender estas prácticas como algo bueno.

## Efectos sobre la salud
El acoso callejero puede producir efectos negativos en el bienestar de las víctimas, de diferente magnitud dependiendo de su sexo u orientación sexual.[cita requerida] Mientras que para las mujeres este se convierte en una forma de violencia sexual, los hombres son menos conscientes de haber sido víctimas de acoso o abuso, o no le dan importancia, lo cual puede explicarse por las representaciones sociales de género.[cita requerida]
En un artículo publicado en el año 2000, basado en un "Estudio Canadiense de Violencia Contra las Mujeres",[¿cuál?] mostraba que la exposición al acoso de extraños es un factor importante en la percepción de las mujeres de su seguridad en público. El acoso de un extraño induce al miedo de la victimización sexual.

## Prevalencia
Es un fenómeno transnacional, transcultural y afecta a personas de todas las identidades, razas y edades.  Un estudio estadístico de Kearl publicado en 2010 estima que, en todo el mundo, el 80% de las mujeres sufren acoso callejero ocasional, el 80% tiene que estar alerta al caminar por las calles, el 50% tiene que buscar rutas alternativas a sus destinos, el 45% siente que no pueden ir solas a espacios públicos, el 26% afirma tener una pareja para evitar el acoso, y el 19% ha tenido que cambiar de trabajo para evitar el área donde han sido hostigados.
El gobierno canadiense patrocinó una gran encuesta en 1993 llamada Encuesta sobre la violencia contra las mujeres. En la muestra de más de 12,000 mujeres, el 85% dijo que fueron víctimas de acoso por parte de un extraño. En una encuesta de 2002 de los residentes de Beijing, el 58% citó los autobuses públicos como un lugar común para el acoso sexual. 
Un estudio realizado en Australia muestra que casi el 90% de las mujeres han sufrido acoso verbal o físico en público una o más veces en sus vidas. En Afganistán, la investigación realizada en el mismo año indica que la prevalencia del acoso fue del 93%. Los estudios canadienses y egipcios muestran que la tasa de incidencia es de aproximadamente el 85% de las mujeres que sufrieron acoso callejero en el último año. En una investigación realizada en los EE. UU., Se informó que las mujeres experimentaron acoso por parte de extraños mensualmente (41%), mientras que una gran minoría informó haber sufrido acoso una vez cada pocos días (31%). Estas estadísticas se dan para mostrar un sentido del fenómeno como ampliamente interpretado, no tomado como representativo del mismo fenómeno comparable en todos los contextos. 
El acoso en Chile, el fenómeno parece tener una inquietante extensión. De acuerdo al Servicio Nacional de la Mujer SERNAM (2012), el 59% de las mujeres y el 30% de los hombres encuestados declara de haber sufrido algún acto calificado ya como acoso callejero (dichos o palabras obscenas, susurros, encerrones, persecución con dichos obscenos), mientras que el 30% de las mujeres y el 20% de los hombres se declara víctima de situaciones catalogadas como abuso (encuentro con exhibicionista, frotación, agarrón, manoseo).

## Activismo
El activismo público contra el acoso callejero ha crecido internacionalmente desde final de los años 2000. En Perú, Natalia Málaga, exjugadora de voleibol, participó, por ejemplo, en la campaña "Sílbale a tu madre" o "El guantazo de Natalia". También un grupo llamado Stop Street Harassment empezó como blog en 2008 y llegó a formarse como organización sin ánimo de lucro en 2012. Otro grupo llamado Hollaback fue fundado en 2010. 
Este activismo ha utilizado vídeos virales para publicitar la frecuencia de comentarios indeseados que las mujeres reciben en espacios públicos.
Una artista callejera usó Kickstarter para financiar una campaña llamada "Stop Telling Women to Smile" (Dejad de Decir a las Mujeres que Sonrían). La artista colgó retratos de ella misma y otra mujer acompañados de mensajes contra el acoso callejero.
Una mujer de Mineápolis creó una serie de "Cards Against Harassment" (Cartas Contra el Acoso), en homenaje al juego Cards Against Humanity (Cartas Contra la Humanidad), que ella distribuía entre acosadores callejeros. Las cartas pretendían explicar a los acosadores callejeros por qué sus comentarios no eran bienvenidos.
Una estrategia para prevenir el acoso es la implementación de programas de prevención de agresiones sexuales para educar a transeúntes, que fomenten la intervención de los jóvenes cuando estos sean testigos de estos incidentes o adviertan señales de que existe algún tipo de agresión sexual. Se ha planteado examinar los efectos que estos programas tienen en cuanto al conocimiento y las actitudes relacionadas con las agresiones sexuales, el comportamiento de los transeúntes, su intervención al momento de presenciar una agresión sexual, entre otros factores. 
Una revisión sistemática de 27 estudios, la mayoría realizados en Estados Unidos, y uno llevado a cabo en Canadá y el otro en la India, concluyó que los programas para concientizar a los transeúntes tienen efectos positivos en cuanto a la intervención de los mismos, aunque no existe evidencia que muestre impacto alguno en las tasas de incidencia de agresiones sexuales. Sin embargo, aún quedan preguntas importantes por responder, que requieren una exploración más profunda y en contextos fuera de Estados Unidos para comprender mejor el rol de los programas de transeúntes en todo el mundo.